# Туркин, Василий Михайлович
Василий Михайлович Туркин (1926—1989) — советский работник лесозаготовительной промышленности, тракторист Тукачевского леспромхоза Юсьвинского района Коми-Пермяцкого национального округа, Герой Социалистического Труда (1957).

## Биография
Родился 22 апреля 1922 года в деревне Виль-Батино, ныне Кудымкарского района Коми-Пермяцкого автономного округа Пермского края, в крестьянской семье. Окончив только два класса начальной школы в деревне Валаново Кудымкарского района, помогал семье по хозяйству.
Кроме производственной, занимался общественной деятельностью. Член КПСС с 1959 года, был делегатом XXII съезда партии и депутатом Верховного Совета СССР. Занимался трудовым и патриотическим воспитанием молодёжи. Коми-Пермяцкий окружной комитет ВЛКСМ учредил приз имени В. М. Туркина, который разыгрывался среди комсомольско-молодёжных коллективов лесной промышленности.
В 1935 году семья Туркиных переехала в посёлок Тукачево Юсьвинского района Коми-Пермяцкого округа. Здесь в тринадцать лет Василий начал свою трудовую деятельность в Тукачевском леспромхозе — работал коновозчиком, столяром и плотником. В 1938 году окончил курсы трактористов и получил права тракториста 1-й категории. Работал трактористом на вывозке леса, мотористом стационарной установки и бульдозеристом в Тукачевском леспромхозе треста «Комипермлес».
В январе 1942 года был призван в Красную армию и принял участие в Великой Отечественной войне. Сражался под Москвой. В Белоруссии, под Гомелем, был тяжело ранен. Одиннадцать месяцев провёл в госпитале города Барнаула. В 1944 году вернулся домой с ампутированной ногой. Снова устроился в Тукачевский леспромхоз. Сначала работал механиком в гараже, затем снова сел за трактор. Работал на вывозке леса на тракторах С-80 и С-100. Без одной ноги, проявляя настойчивость и обладая большой силой воли, выполнял производственные задания. Вывозил по 400 кубометров древесины за 18—20 километров. Ежедневно выполнял по нескольку норм. За осенне-зимний сезон 1956—1957 годов вывез более 100 тысяч кубометров древесины.
В Тукачевском леспромхозе прошла вся трудовая деятельность В. М. Туркина. Жил в посёлке Тукачево, где умер 25 мая 1978 года.
В Архивном отделе Юсьвинского района имеются документы, относящиеся к В. М. Туркину.

## Награды
- Указом Президиума Верховного СССР от 5 октября 1957 года за выдающиеся успехи, достигнутые в деле развития лесной промышленности, Туркину Василию Михайловичу присвоено звание Героя Социалистического Труда с вручением ордена Ленина и золотой медали «Серп и Молот».[3]
- Был награждён орденами Отечественной войны 2-й степени (1947) и Красной Звезды, и также медалями, в числе которых «За победу над Германией в Великой Отечественной войне» (1945), «За доблестный труд в Великой Отечественной войне», «За трудовую доблесть» (1953) и бронзовая медаль ВДНХ СССР (1960).[4]